# Manyoni (Stadt)
Manyoni ist eine kleine Stadt in Tansania in der Region Singida. Sie ist die Hauptstadt des gleichnamigen Distriktes.

## Geografie

### Lage
Manyoni liegt auf dem zentralen Hochland von Tansania in einer Höhe von 1300 Meter über dem Meer, rund 125 Kilometer nordwestlich der Hauptstadt Dodoma und 125 Kilometer südlich der Regionshauptstadt Singida.

### Klima
In Manyoni herrscht trockenes Steppenklima, BSh nach der effektiven Klimaklassifikation. Über 100 Millimeter Regen fällt nur in den Monaten Dezember bis März, von Juni bis Oktober regnet es so gut wie gar nicht. Die Durchschnittstemperatur schwankt von 19,1 Grad im Juli bis 23,8 Grad im November.
|                        | Jan  | Feb  | Mär  | Apr  | Mai  | Jun  | Jul  | Aug  | Sep  | Okt  | Nov  | Dez  |   |      |
| Mittl. Temperatur (°C) | 21,8 | 22,3 | 21,8 | 21,3 | 21,2 | 19,8 | 19,1 | 20,2 | 21,7 | 23,2 | 23,8 | 22,5 | ⌀ | 21,6 |
| Mittl. Tagesmax. (°C)  | 26,6 | 27,4 | 26,8 | 26,1 | 26,4 | 25,4 | 24,9 | 26,1 | 26,1 | 29,6 | 29,7 | 27,5 | ⌀ | 26,9 |
| Mittl. Tagesmin. (°C)  | 17,5 | 17,6 | 17,6 | 17,2 | 16,2 | 14,2 | 13,3 | 14,2 | 15,6 | 17,2 | 18,3 | 18   | ⌀ | 16,4 |
|                        |      |      |      |      |      |      |      |      |      |      |      |      |   |      |
| Niederschlag (mm)      | 164  | 117  | 127  | 66   | 13   | 1    | 0    | 1    | 0    | 5    | 41   | 136  | Σ | 671  |

| 17,5 |

| 17,6 |

| 17,6 |

| 17,2 |

| 16,2 |

| 14,2 |

| 13,3 |

| 14,2 |

| 15,6 |

| 17,2 |

| 18,3 |

| 18 |

| 17,5 |

| 17,6 |

| 17,6 |

| 17,2 |

| 16,2 |

| 14,2 |

| 13,3 |

| 14,2 |

| 15,6 |

| 17,2 |

| 18,3 |

| 18 |

## Geschichte
Die Einwohnerzahl stieg von 1978 bis 2002 um durchschnittlich 3 Prozent im Jahr:
| Jahr | Einwohner |
| ---- | --------- |
| 1978 | 8.157     |
| 1988 | 18.788    |
| 2002 | 16.645    |
| 2022 | 25.000    |

## Wirtschaft und Infrastruktur
- Gesundheit: In der Stadt befinden sich zwei Krankenhäuser. Das Distrikt-Krankenhaus versorgt eine Bevölkerung von 33.000 Menschen und hat 140 Betten. Das Kilimatinde Hospital hat 150 Betten, betreibt eine Kinderstation, eine chirurgische Abteilung für Männer und Frauen und ist auf Gynäkologie und Geburtshilfe spezialisiert.[4]
- Eisenbahn: Manyoni hat einen Bahnhof an der von Tanzanian Railways betriebenen Central Line von Daressalam nach Kigoma. In Manyoni zweigt die Singida Line nach Norden ab.[5]
- Straße: Durch Manyoni verläuft die asphaltierte Nationalstraße T3 von Daressalam nach Singida und weiter nach Ruanda. In der Stadt zweigt die ebenfalls asphaltierte Nationalstraße T18 nach Kigoma ab.[6][7]
- Landebahn: Westlich der Stadt liegt eine unbefestigte Landebahn zwischen der Eisenbahnlinie und der Nationalstraße T18. Der Flughafen hat den ICAO-Code HTMN.[8]

## Religion
Die anglikanische Diözese Rift-Valley mit dem Bischofssitz in Manyoni entstand 1991 durch Teilung der Diözese Arusha. Seit 1992 besteht eine Partnerschaft mit der evangelischen Landeskirche in Württemberg.